# Міхаліна Віслоцька
Міхаліна Віслоцька (пол. Michalina Anna Wisłocka; 1 липня 1921 — 5 лютого 2005) — польська лікарка, ендокринолог, гінеколог, цитолог та сексолог, доктор медичних наук (1969), авторка сексологічного науково-популярного порадника Мистецтво кохання.

## Життєпис
Народилася в інтелігентній родині лікаря Яна Тимотеуша Брауна, який працював учителем у початковій школі, а з 1926—1939 був керівником Початкової школи № 30 у Лодзі. Анна Браун, займалася домашнім господарством і давала уроки польської мови.
Міхаліна мала двох молодших братів: Анджея (письменника) та Яна (сумеролог). Її племінницею є Ева Браун, сценограф та костюмер, лауреат Оскара. Перед Другою Світовою війною жила з батьками в будинку початкової школи, звідки вони були виселені в жовтні 1939. Невдовзі родину було вивезено до Кракова. Згодом Міхаліна розлучилася з батьками, які переїхали до села Нарама, де батько зайняв посаду вчителя і залишився з дружиною і синами до кінця окупації. В той час, вона переїхала до чоловіка — Станіслава Віслоцького (хімік), до Варшави, де обидва працювали в Лікарні Вольській, аж до Варшавського повстання.
Диплом лікаря отримала 1 вересня 1952, а ступінь доктора медичних наук 24 квітня 1969.
Була співзасновницею Товариства Свідомого Материнства, в якому займалася лікуванням безпліддя та питаннями контрацепції. Взяла на себе керівництво Клінікою Свідомого материнства при Інституті Матері та дитини у Варшаві. В 70-х роках ХХ століття працювала в Цитолодіагностичній лабораторії при Товаристві планування родини.
Була авторкою праць з сексології: Успіх в коханні, Калейдоскоп сексу, Культура кохання, Мистецтво кохання (1978), Мистецтво кохання: 20 років потому(1988), Мистецтво кохання — вітамін «М»(1989). Також написала щоденники Кохання на все життя та Спогади з часів багополуччя. Її популярно-науковий порадник зі сфери сексології Мистецтво кохання став бестселлером і сприяв більшій відкритості в справах сексу та сексуального життя в Польщі. 9 вересня 1997 р. Міхаліна Віслоцька була відзначена Лицарським хрестом Ордену Відродження Польщі. Померла у варшавській лікарні від кардіологічних ускладнень після пережитого серцевого нападу. Похована 11 лютого 2005 року.

## Публікації
- Техніка запобігання вагітності (1959)
- Методи запобігання вагітності (1976)
- Мистецтво кохання ISBN 83-207-0488-X
- Культура кохання (1980)
- Калейдоскоп сексу (1986) ISBN 83-03-01447-1
- Мистецтво кохання: 20 років потому (1988) ISBN 83-207-1371-4
- Мистецтво кохання: вітамін «М» (1991) ISBN 83-207-1376-5
- Успіх в коханні (1993) ISBN 83-85249-24-9
- Malinka, Bratek i Jaś (1998), ISBN 83-7180-862-3
- Кохання на все життя: спогади з часів благополуччя (2002) ISBN 83-7311-201-4

## Згадки в Культурі
У 1995 війшло перше видання книжки, що була збіркою розмов з Міхаліною Віслоцькою, Віслоцька в пігулці під авторством Марка Ружицького молодшого. Натхненний багаторічною співпрацею з лікаркою, у книзі з'явилися побутові фейлетони. Ще одним автором біографії Міхаліни Віслоцької є Віолетта Озмінковскі — Міхаліна Віслоцька . Мистецтво кохання деморалізаторки, у яку було включено фрагменти з неопублікованих щоденників та розмов з дочкою, Кристиною Белевіч.
Конрад Шоляйський написав художню кримінальну повість Віслоцька (2017), за мотивами біографії Міхаліни Віслоцької.
Знято фільм Мистецтво кохання. Історія Міхаліни Віслоцької. У 2017 році відбулася зустріч з дочкою Кристиною Белевіч та показ картини у Києві в рамках Днів польського кіно.